# 醉餓遊戲
《醉餓遊戲》（英語：The Hungover Games）是一部2014年美國惡搞片，由喬許·史托伯格執導，片名取自惡搞對象《醉後大丈夫》和《飢餓遊戲》的結合，片中其他惡搞對象包括《熊麻吉》、《加勒比海盗》、《阿凡達》、《查理和巧克力工厂》、《人体蜈蚣》、《獨行俠》、《決殺令》、《雷神索爾》、《魔女嘉莉》、《慈善星輝布公仔》、《波拉特》、《陰屍路》、《第九区》以及《娇妻系列》。
電影2014年2月18日在美國採數位發行。

## 演員
- 羅斯·納森（Ross Nathan）飾演艾德（Ed）
- 班·貝格利（Ben Begley）飾演布萊德利（Bradley）
- 赫伯特·羅素（Herbert Russell）飾演查克（Zach）
- 麗塔·沃爾克（英语：Rita Volk）飾演凱特妮普·艾弗萊恩（Katnip Everlean）
- 傑米·甘迺迪飾演正義米奇／威利·萬克／提姆·手槍（Justmitch / Willy Wanker / Tim Pistol）
- 約翰·利文斯頓（John Livingston）飾演道格（Doug）
- 勞勃·韋納飾演連恩（Liam）
- 凯特琳·詹纳飾演史基皮·拜弗利克（Skip Bayflick）[3]
- 漢克·巴斯克特（英语：Hank Baskett）飾演史蒂芬·A·坦普史密斯（Stephen A. Templesmith）
- 布蘭迪·格蘭維爾（英语：Brandi Glanville）飾演家庭主婦維羅妮卡（Housewife Veronica）
- 卡米爾·葛拉默（英语：Camille Grammer）飾演家庭主婦譚雅（Housewife Tanya）
- 凱爾·理查茲飾演家庭主婦希瑟（Housewife Heather）
- 達特·潘（英语：Dat Phan）飾演阿鮑（Bao）
- 泰拉·蕾飾演艾芬·懷特（Effing White）
- 香奈兒·蓋恩斯（Chanel Gaines）飾演波（Boo）
- 凱登·克羅斯飾演查茜蒂（Chastity）
- 蘇菲·迪飾演上空女孩
- 喬納森·斯沃曼飾演跛腳奇尼卡（Chineca Lame）
- 卡特琳·瓦克斯（英语：Caitlin Wachs）飾演絲卡莉（Scary）
- 特拉·茱莉（英语：Terra Jolé）飾演泰迪（Teddy）

## 外部連結
- 互联网电影数据库（IMDb）上《醉餓遊戲》的资料（英文）
- 爛番茄上《醉餓遊戲》的資料（英文）